# 奈良県道9号奈良大和郡山斑鳩線
奈良県道9号奈良大和郡山斑鳩線（ならけんどう9ごう ならやまとこおりやまいかるがせん）は、奈良県奈良市から生駒郡斑鳩町に至る県道（主要地方道）である。

## 概要
奈良県奈良市三条大路五丁目交差点から生駒郡斑鳩町中宮寺東交差点に至る。
奈良北部から大和郡山や法隆寺など主要な地点を結ぶ重要な道路で、交通量が多い。

### 路線データ
- 起点：奈良市三条大路五丁目（三条大路五丁目交差点、国道308号交点）
- 終点：生駒郡斑鳩町（中宮寺東交差点、国道25号交点）

## 歴史
- 1954年（昭和29年）1月20日 - 建設省（現・国土交通省）が主要地方道奈良郡山斑鳩線（奈良市三条町～生駒郡斑鳩町法隆寺）を指定。
  - 一級国道24号の国鉄奈良駅前交差点が起点で、奈良市尼辻町まで主要地方道大阪枚岡奈良線を重複した後、生駒郡郡山町、片桐町を経て斑鳩町の一級国道25号法隆寺前交差点が終点だった。
- 1955年（昭和30年）3月1日 - 奈良県が主要地方道奈良郡山斑鳩線を認定。
- 1963年（昭和38年）7月1日 - 都市計画道路三条栄町大森線の開通に伴い起点を奈良市三条町から奈良市大森町へ移転。
- 1969年（昭和44年）12月4日 - 奈良市大森町～奈良市尼辻町間が一般国道308号に指定される。
- 1972年（昭和47年）5月16日 - 一般国道308号との重複区間の廃止に伴い起点を奈良市大森町から奈良市尼辻町に変更。
- 1993年（平成5年）5月11日 - 建設省から、主要県道奈良大和郡山斑鳩線が奈良大和郡山斑鳩線として主要地方道に再指定される[1]。

## 路線状況

### 重複区間
- 奈良県道249号大和郡山環状線（池之内町交差点・小泉交差点間）

## 地理

### 通過する自治体
- 奈良市
- 大和郡山市
- 生駒郡斑鳩町

### 交差する道路
| 交差する道路                                        | 交差する場所 | 交差する場所 | 交差する場所 | 交差する場所            | 備考 |
| --------------------------------------------------- | ------------ | ------------ | ------------ | ----------------------- | ---- |
| 国道308号 奈良県道52号奈良精華線                    | 奈良県       | 奈良市       | 奈良市       | 三条大路5丁目（尼ヶ辻） |      |
| 奈良県道122号京終停車場薬師寺線                     | 奈良県       | 奈良市       | 奈良市       | 薬師寺東口              |      |
| 奈良県道41号奈良大和郡山線                          | 奈良県       | 大和郡山市   | 大和郡山市   | 奈良口                  |      |
| 奈良県道7号枚方大和郡山線                           | 奈良県       | 大和郡山市   | 大和郡山市   | 天理町                  |      |
| 奈良県道144号大和郡山上三橋線 奈良県道189号矢田寺線 | 奈良県       | 大和郡山市   | 大和郡山市   | （南郡山町）            |      |
| 奈良県道189号矢田寺線                               | 奈良県       | 大和郡山市   | 大和郡山市   | 矢田口                  |      |
| 奈良県道249号大和郡山環状線                         | 奈良県       | 大和郡山市   | 大和郡山市   | 池之内町                |      |
| 奈良県道249号大和郡山環状線〈大和中央道〉           | 奈良県       | 大和郡山市   | 大和郡山市   | 池之内町西              |      |
| 奈良県道123号大和小泉停車場松尾寺線                 | 奈良県       | 大和郡山市   | 大和郡山市   | （小泉町）              |      |
| 国道25号 奈良県道108号大和郡山広陵線                | 奈良県       | 大和郡山市   | 大和郡山市   | 小泉町                  |      |
| 奈良県道123号大和小泉停車場松尾寺線                 | 奈良県       | 大和郡山市   | 大和郡山市   | （小泉町）              |      |
| 国道25号                                            | 奈良県       | 生駒郡       | 斑鳩町       | 中宮寺東                |      |

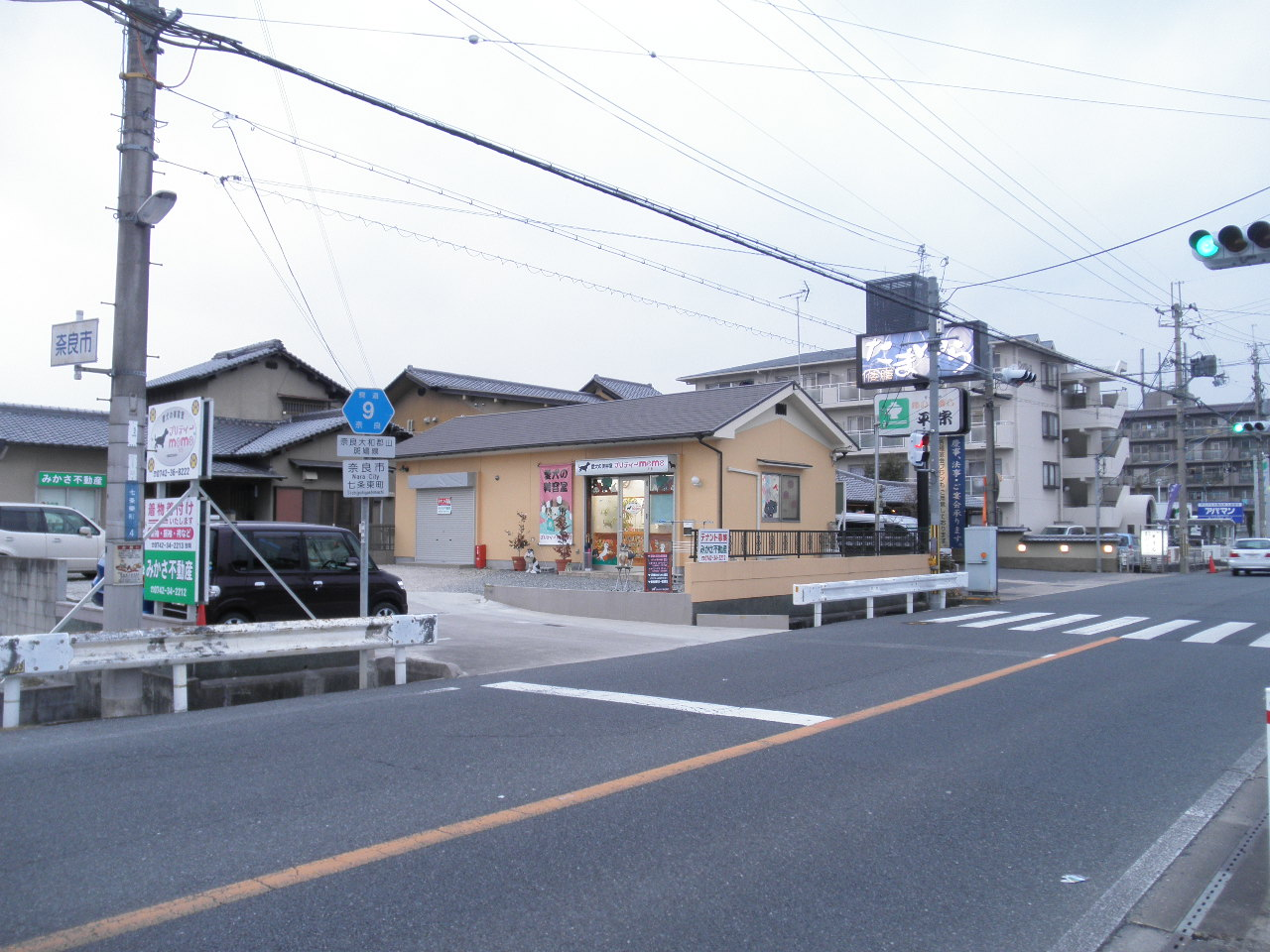
本道の標識
奈良市七条町で撮影

※ 交差する場所の括弧書きは地名、それ以外は交差点名で表示

### 沿線にある施設など

#### 寺社
- 唐招提寺
- 薬師寺
- 天理教郡山大教会
- 慈光院 - 以下法起寺方面
- 法起寺
- 法輪寺
- 法隆寺

#### 医療機関
- 西ノ京病院

#### 公共施設

##### 教育施設
- 奈良市立都跡小学校
- 奈良県立奈良養護学校
- 大和郡山市立郡山北小学校
- 奈良県立郡山高等学校
- はぐみ保育園
- 大和郡山市立片桐小学校
- 大和郡山市立片桐幼稚園
- 大和郡山市立片桐中学校 - 国道25号方面
- 大和郡山市立片桐西小学校 - 以下法起寺方面
- 大和郡山市立片桐西幼稚園

##### 文化・図書館・ホール
- やまと郡山城ホール
- 大和郡山市役所片桐支所
- 大和郡山市立小泉出屋敷社会教育会館 - 法起寺方面

#### 城郭
- 郡山城

## 関連事項
- 奈良県の県道一覧